# Lista do Patrimônio Mundial na Armênia
A Organização das Nações Unidas para a Educação, a Ciência e a Cultura (UNESCO) propôs um plano de proteção aos bens culturais do mundo, através do Comité sobre a Proteção do Património Mundial Cultural e Natural, aprovado em 1972. Esta é uma lista do Patrimônio Mundial existente na Armênia, especificamente classificada pela UNESCO e elaborada de acordo com dez principais critérios cujos pontos são julgados por especialistas na área. A Armênia, ratificou a convenção em 5 de setembro de 1993, tornando seus locais históricos elegíveis para inclusão na lista.
O sítio Mosteiros de Halpate e Sanahin foi o primeiro local da Armênio incluído na lista do Patrimônio Mundial da UNESCO por ocasião da 17.ª Sessão do Comitê do Património Mundial, realizada em Cartagena (Colômbia) em 1993. Desde a mais recente adesão à lista, a Armênia totaliza três sítios classificados como Patrimônio da Humanidade, sendo todos eles de classificação cultural. 

## Bens culturais e naturais
A Armênia conta atualmente com os seguintes lugares declarados como Patrimônio da Humanidade pela UNESCO:
| | Mosteiros de Halpate e Sanahin |
| Bem cultural inscrito em 1993. |                                |
| Localização: Lorri |                                |
| Situados na região de Tumaniã, os Mosteiros de Haspate e Sanahin foram importantes centros de difusão cultural no período de prosperidade da Dinatia Kiurikian (séculos X a XIII). Sanahin foi célebre por sua escola de caligrafia e iluminuras. Os dois conjuntos monásticos são representativos do apogeu da arquitetura religiosa armênia, na qual confluem elementos inspirados na arte arquitetônica bizantina e técnicas de construção autóctones desta região do Cáucaso. (UNESCO/BPI) |                                |

| | Mosteiro de Guelarde e Vale Superior do Azate |
| Bem cultural inscrito em 2000. |                                               |
| Localização: Cotaique |                                               |
| O Mosteiro de Guelarde abriga várias igrejas e tumbas representativas do apogeu da arquitetura medieval armênia que, em sua maioria, estão encravadas na rocha. Situado nas escarpaduras da entra do Vale do Azate, o conjunto de edificações monásticas se adapta perfeitamente à grande beleza da paisagem natural deste sítio. (UNESCO/BPI) |                                               |

| | Catedral e Igrejas de Echemiazim e Sítio Arqueológico de Zvartnots |
| Bem cultural inscrito em 2000. |                                                                    |
| Localização: Armavir |                                                                    |
| A catedral e as igrejas de Echemiazim, assim como as ruínas arqueológicas de Zvartnots ilustram de maneira palpável a evolução e o florescer das formas arquitetônicas da características igreja-mercado armênia com cúpula central e planta cruciforme, elementos que exerceram uma profunda influência no desenvolvimento da arquitetura e arte da região. (UNESCO/BPI) |                                                                    |

## Lista Indicativa
Em adição aos sítios inscritos na Lista do Patrimônio Mundial, os Estados-membros podem manter uma lista de sítios que pretendam nomear para a Lista de Patrimônio Mundial, sendo somente aceitas as candidaturas de locais que já constarem desta lista. Desde 2021, a Armênia possui 4 locais na sua Lista Indicativa.
| Sítio                                                      | Imagem | Localização | Ano  | Dados UNESCO                 | Descrição |
| ---------------------------------------------------------- | ------ | ----------- | ---- | ---------------------------- | --- |
| Dúbio                                                      |        | Ararate     | 1995 | Cultural: ii, iii, vi        | O rei Cosroes III construiu um palácio em Dúbio durante o século IV para servir de capital da Armênia e sede dos católico. Durante o Período Sassânida e sob o califado, Dúbio serviu como centro regional. No século XIII, a cidade foi destruída pelos mongóis. |
| Basílica e Sítio Arqueológico de Yererouk                  |        | Xiraque     | 1995 | Cultural: iii, iv, vi        | A basílica foi construída no século IV e é um dos primeiros monumentos cristãos da Armênia. O local foi danificado por um terremoto no século XVII e atualmente é uma ruína.                                                                                      |
| Mosteiro Novo e Vale Superior do Amalu                     |        | Vaiose Zor  | 1995 | Misto: i, iii, vi, vii, ix   | O Monastério data do século XIII e está situado nas margens de um rio. Alguns edifícios do complexo foram projetados pelo arquiteto Momique. |
| Mosteiros de Tateve, Eremitério de Tateve e Vale do Vorotã |        | Siunique    | 1995 | Misto: (i)(iii)(vi)(vii)(ix) | O Mosteiro de Tateve, que data dos séculos IX a XIII, foi erguido sobre o desfiladeiro do rio Vorotã, enquanto o Eremitério de Tateve, do século XVII, se situa na base do vale. O desfiladeiro, com profundidade de 850 metros, é o mais profundo da Armênia.    |